# Percichthys lonquimayiensis
Percichthys lonquimayiensis es una especie extinta del género de peces perciformes de agua dulce Percichthys, de la familia Percichthyidae, cuyos representantes vivientes son denominados comúnmente percas o truchas criollas. Solo es conocida sobre la base del registro fósil de sus restos exhumados en una unidad litoestratigráfica adscrita al Mioceno de Chile.

## Taxonomía
Esta especie fue descrita originalmente en el año 1978 por los paleontólogos Augusto G. Chang y Gloria F. Arratia.
Localidad tipo
La localidad tipo referida es: “El Tallón (Tayon en la descripción original), en las coordenadas: 38°31′S 71°14′O / -38.517, -71.233, en la ribera oeste del río Biobío, al noreste del cerro Tallón, Comuna de Lonquimay, en la Provincia de Malleco, Región de la Araucanía, en el centro-sur de Chile.
Holotipo
El ejemplar holotipo es el catalogado como: SNGM 7656 (=I.I.G.-M.A. 21), un espécimen bien preservado aunque carente de aleta caudal. En vida habría medido entre 70 y 77 mm. Fue colectado por el geólogo Guillermo H. Alfaro. El hipotipo es: SNGM 7657 (=I.I.G. No. 2990), bien preservado pero también carente de aleta caudal, el cual fue obtenido por R. Sandoval.
Etimología
Etimológicamente el término genérico Percichthys se construye con dos palabras del idioma griego, en donde: perke significa 'perca' e ichthys es 'peces'.
El epíteto específico lonquimayiensis es un topónimo que refiere a la jurisdicción donde fue colectado el tipo, la Comuna de Lonquimay.
Edad atribuida
Fue exhumado de sedimentos correspondientes al Miembro Río Pedregoso, que representa el sector medio-superior de la Formación Cura Mallín. La edad postulada para el estrato portador es miocena, correspondiente a la edad mamífero (SALMA) Santacrucense.
La especie habría habitado en un gran lago, mayor a los 100 km de largo, que habría existido al menos entre 17.5 ± 0.6 y 13.0 ± 1.6 Ma.
Caracterización y relaciones filogenéticas
Al igual que ocurre en Percichthys sylviae, en P. lonquimayiensis el segundo pterigóforo anal se contacta con el cuerpo de la primera vértebra caudal.